# Swertia pubescens
Swertia pubescens är en gentianaväxtart som beskrevs av Adrien René Franchet. Swertia pubescens ingår i släktet Swertia och familjen gentianaväxter. Inga underarter finns listade i Catalogue of Life.